# 愛はごみ箱の中に
『愛はごみ箱の中に』（あいはごみばこのなかに、Love Is in the Bin）は、匿名アーティストのバンクシーが制作したアート作品。バンクシーは2002年の壁画の改作として2006年にこの絵を『風船と少女』という題でカンバスに描いた。2018年にオークションに出品され、約104万ポンド（約1億5000万円）での落札と同時に額縁に仕掛けたシュレッダーで絵の下半分を細断し話題性を高めた。『風船と少女』は『愛はごみ箱の中に』に改題された。

## 『風船と少女』

グラフィティとして壁に描かれた『風船と少女』（2006年、ロンドン）

『風船と少女』（Girl with Balloon）はバンクシーを代表するモチーフの一つであり、2002年にロンドンのショーディッチとサウスバンクにて壁画として描かれたのが最初である。白黒で描かれた少女が、糸をぶら下げた赤いハート形の風船に向けて手を伸ばしているという構図は、バンクシーの他の作品と同様、解釈に曖昧さを残している。少女は、浮かんだ風船を掴まえようとしているようにも見えるし、逆に、子供時代へ別れを告げるべく風船を手放しているようにも見える。バンクシーは2006年にこの絵の改作を、スプレーとアクリル絵具を使ってカンバス（101×78cm）に描き、同年の展覧会『Barely Legal』の直後にある友人へ譲った。その時に、絵が将来オークションに出されることに備えて、額縁にシュレッダーを組み込んでおいたとバンクシーは言う。

## オークションでの裁断
ロンドンのサザビーズは2018年10月5日にこの絵をオークションにかけ、サザビーズの長年の顧客である欧州の女性が、過去のバンクシー作品の最高額に並ぶ 1,042,000ポンドで落札した。落札を告げる小槌が鳴って何秒もしないうち、突然カンバスが額縁の下縁から滑り下りて細断され始め、警告のビープ音と居合わせた者たちの驚いた悲鳴が部屋に響いた。作品は奥行きのある額縁に入れられ、作り付けの電灯を点けるため電源に繋がれており、それが隠されたシュレッダーも動かしていた。サザビーズはそうした仕組みがあるとは聞かされていなかったという。
その後、下半分が細断されてしまったこの作品を本当に購入するか落札者との間で話し合いが持たれ、10月11日には落札額通り売買を成立させることで合意がなされた。バンクシーの代理人ペスト・コントロールにより、絵は『風船と少女』から『愛はごみ箱の中に』に改題された。
バンクシーは、オークション会場で予期せぬ事態を目の当たりにし呆気にとられるバイヤーたちを映した写真を Instagram に投稿し、それには“Going, Going, Gone”という言葉が添えられていた。またそれとは別にアップロードした動画では、フードを被った人物が額縁にシュレッダーを仕掛けている様子が、「オークションに出されるようなことがあった時のために」との説明文つきで映され、ピカソの「破壊の衝動は創造の衝動でもある」という言葉が添えられた。

## 評価
サザビーズは、この作品は「史上初めて、オークションの最中に生で制作された作品だ」と声明を出した。美術品市場関係者の間では、細断されたことでこの作品の価値は却って高まったと見られている。パリの競売会社アールキュリアルのアルノー・オリブーは、細断が作品の一部にとどまったことで、この絵は「ソーシャルメディア上でのバズ（ざわめき）からの勢いを得て、別の何か」となり、「象徴的なアート作品」としての風格が備わったと評価した。落札者は「先週に落札が決まり、作品が細断された時、初めはショックを受けたが、美術史のかけらが自分のものになることに、少しずつ気付き始めた」とコメントした。
10月にバンクシーのStop and Searchを競売に出すフランスの競売企業は、バンクシーは同じことを繰り返さないし額縁にも仕掛けはないが、何かが起きても歓迎することを表明した。

## 推測
当初、サザビーズとバンクシーの共謀説が浮上した。オークション前に作品を確認しているはずのサザビーズが、額縁に機械式シュレッダーが仕掛けられていることに気づかなかったはずがないというのが、初めの疑惑だった。この憶測に対しサザビーズは「どうやら私たちは、"バンクシーされた"ようだ」という声明のみ発表した。
絵が細断されるところを撮影していた男はバンクシー本人か彼と関わりのある人物ではないかと推測されている。
オークションの直後、アーティストかつ鍛冶屋でもあるジョシュ・ギルバトは、作品が自らを細断したという推測には多くの矛盾点があると指摘した。『Bored Panda』でのインタビューで彼は 、バンクシーが撮影したという短い種明かし動画において、X-Acto 製の刃とみられるものがカンバス面と水平に取り付けられており、それではカンバスを切断できるはずがないと述べた。さらに、刃の位置と間隔からすると、実際に細断されたとおりの結果にはなりえないという。ギルバトは、額縁の中で細断は行なわれておらず、あらかじめ細断されたバージョンが単に引き出されただけでオリジナルは保たれており、あれは「古典的な手品師のトリック」だと結論付けた。

## ディレクターズカットの公開
バンクシー公式サイトで種明かしの動画が公開された。額縁内のシュレッダーが絵を裁断出来る詳細な構造や、オークション会場内で何者かが腰に付けたリモコンで作動させる様なシーン、最後には「リハーサルでは毎回成功したのにな」との一言と共に裁断テストの様子が公開された。半分だけではなく、全体が裁断される予定だった。

## 再競売
サザビーズは本作品を2021年10月14日に再競売にかけると同年9月3日に発表した。細断の映像が世界中で話題となったため、落札額は前回の競売時を上回ることが確実視されている。出品者は「世界で最も有名な芸術作品の一つが生まれた物語に参加できたのは夢のような旅だったが、今、この絵を手放す時が来た」とコメントしている。
再競売では10分の間に9人の参加者が入札を競り合った結果、バンクシー作品では過去最高額となる1858万ポンド（約29億円）で落札された。